# Gwiazdy polskiej muzyki lat 80. (album Shakin’ Dudiego)
Gwiazdy polskiej muzyki lat 80. – album kompilacyjny Ireneusza Dudka. Zawiera utwory zarówno Ireneusza Dudka jak i zespołu Shakin’ Dudi. Album został wydany w 2007 roku jako dodatek do gazety. Zawiera 14 przebojów z lat 80. Płyta pochodzi z kolekcji Dziennika i jest dwudziestą piątą częścią cyklu „Gwiazdy polskiej muzyki lat 80.”. Redakcja i wywiad: Leszek Gnoiński, Jan Skaradziński. 

## Spis utworów
1. „Au sza la la la” (muz. I. Dudek – sł. D. Dusza) – 2:49
2. „Zastanów się, co robisz” (muz. I. Dudek – sł. D. Dusza) – 3:20
3. „Och, Ziuta” (muz. I. Dudek – sł. D. Dusza) – 4:24
4. „Something Must Have Change” (muz. i sł I. Dudek) – 5:26
5. „Wykonaj to własnoręcznie” (muz. I. Dudek – sł. D. Dusza) – 3:42
6. „A jeżeli mój dobry Boże” (muz. I. Dudek – sł. K. Daukszewicz) – 5:35
7. „Kameralny blues” (muz. I. Dudek – sł. K. Daukszewicz) – 3:27
8. „To ty słodka” (muz. I. Dudek – sł. D. Dusza) – 3:08
9. „Dudi Boogie” (muz. I. Dudek) – 5:05
10. „Bzyk, bzyk” (muz. I. Dudek – sł. D. Dusza) – 3:27
11. „Za dziesięć trzynasta” (muz. I. Dudek – sł. D. Dusza) – 2:00
12. „The Blues” (muz. I. Dudek – sł. G. Orlemans) – 5:31
13. „Straight Blues” (muz. I. Dudek) – 4:48
14. „Przebierka” (muz. I. Dudek) – 3:26